# Parti libéral (Japon, 2016)
Pour les articles homonymes, voir Parti libéral du Japon.
Le Parti libéral ou L (自由党, Jiyūtō), initialement créé sous le nom de Parti de la vie du peuple ou PVP (生活の党, Seikatsu no tō, littéralement « Parti de la vie ») puis Parti de la vie du peuple, Tarō Yamamoto et compagnie ou PVP (生活の党と山本太郎となかまたち, Seikatsu no Tō to Yamamoto Tarō to Nakamatachi, littéralement « Parti de la vie, Tarō Yamamoto et compagnie ») est un parti politique japonais social-libéral et populiste classé au centre gauche, fondé le 27 décembre 2012 par quinze des dix-sept parlementaires dont disposait le Parti du futur du Japon (PFJ). Il est abrégé en japonais en Jiyū (自由), ce qui signifie Libéral, et est officiellement traduit en anglais par Liberal Party, après avoir été surnommé sous son ancienne appellation Seikatsu (生活) en japonais et en anglais People's Life Party (PLP) puis People's Life Party, Yamamoto Tarō, and Company (PLP toujours). Son premier changement de nom se fait le 27 décembre 2014, comme condition au ralliement du conseiller anti-nucléaire et ancien acteur Tarō Yamamoto, avant que le mouvement ne prenne sa dénomination actuelle le 12 octobre 2016 afin d'adopter une nouvelle visibilité en vue des prochaines élections législatives. Il reprend ainsi un nom déjà porté par plusieurs anciens partis dans l'histoire politique du Japon, pour leur part généralement classés au centre-droit et d'idéologique conservatrice, le dernier en date, le Parti libéral ayant existé entre 1998 et 2003, ayant également été présidé par Ichirō Ozawa.
Il réunit les partisans d'Ichirō Ozawa, surnommé le « Shogun de l'ombre » (影の将軍, Kage no shōgun) pour son influence forte sur la vie politique japonaise depuis les années 1990 sans n'avoir jamais été au gouvernement de toute cette période, ou encore le « Destroyer » ou « Roi de la Destruction » (破壊王, Hakainō) pour avoir participé à la création puis à la disparition de trois partis entre 1993 et 2003. Ozawa est considéré comme l'un des principaux artisans de la réussite du Parti démocrate du Japon (PDJ) aux élections législatives du 30 août 2009 et par la suite comme le principal défenseur du respect à la lettre du programme électoral à l'origine de cette victoire, s'opposant aux Premiers ministres et présidents successifs du parti Naoto Kan puis Yoshihiko Noda. 
Il s'agit de la renaissance de l'ancien Priorité à la vie du peuple ou PVP (国民の生活が第一, Kokumin no Seikatsu ga Daiichi), déjà abrégé à l'époque en japonais en Seikatsu (生活), fondé le 11 juillet 2012 par quarante-neuf parlementaires dissidents du PDJ, emmenés par Ichirō Ozawa opposés à l'augmentation de la taxe sur la consommation voulue par le Premier ministre Yoshihiko Noda. Le 15 novembre 2012, il absorbe huit des neuf députés du Parti Kizuna, qui avait été formé plus tôt par d'autres dissidents du PDJ. Le 27 novembre 2012, le parti se dissout pour rejoindre le Parti du futur du Japon du gouverneur de la préfecture de Shiga, Yukiko Kada. Cependant, après la contre-performance de ce mouvement lors des élections législatives du 16 décembre 2012 (ne gagnant que neuf députés contre soixante-un avant le scrutin, tandis qu'il ne dispose désormais plus que de huit conseillers contre douze auparavant, quatre ayant perdu leur siège à la chambre haute pour se présenter aux législatives), des dissensions apparaissent et les partisans d'Ozawa refondent leur propre parti le 27 décembre 2012, officialisant leur divorce avec Yukiko Kada le lendemain.

## Le PVP

### La formation
Ichirō Ozawa et ses nombreux partisans, formant la principale faction interne au PDJ, se sont toujours fortement opposé à l'augmentation de la taxe sur la consommation durant la législature ouverte en 2009, afin de respecter le programme électoral initial et de suivre prioritairement une politique de réduction des dépenses jugées « inutiles », de diminution du poids de l'administration d'État et de relance de l'économie par la consommation des ménages. Dès 2011, Naoto Kan, aidé par son ministre des Finances Yoshihiko Noda, celui de la politique fiscale Kaoru Yosano et son conseiller Hirohisa Fujii, prépare un projet de réforme générale de la fiscalité et de la sécurité sociale, prévoyant surtout la hausse de cette taxe, tandis qu'Ichirō Ozawa, touché par une poursuite judiciaire, est mis à l'écart du parti. 
Acquitté le 26 avril 2012, il est réintégré dans le PDJ le 8 mai et se consacre alors à tenter de faire échouer le vote de la réforme fiscale finalisé par le nouveau Premier ministre, Yoshihiko Noda. Le 26 juin 2012, il vote contre le projet de loi de réforme fiscale et de sécurité sociale, aux côtés de 56 autres députés démocrates (sur 290). Ce texte est néanmoins adopté par la Chambre des représentants grâce au soutien des deux principales formations d'opposition, le PLD et le Nouveau Kōmeitō. 
Le 2 juillet suivant, Ichirō Ozawa annonce sa démission du PDJ aux côtés de 49 autres parlementaires (37 autres représentants et 12 conseillers). Il fonde avec 48 d'entre eux (36 autres députés et les 12 conseillers) un nouveau parti qu'il baptise en reprenant un des slogans de la campagne du PDJ en 2009, voulant ainsi démontrer sa fidélité aux principes politiques de la victoire des précédentes législatives : « Priorité à la vie du peuple » (国民の生活が第一, Kokumin no Seikatsu ga Daiichi, littéralement « La vie du peuple en premier »). 

### Principes directeurs
Le 1er août 2012, Ichirō Ozawa présente aux médias les trois grandes priorités de son parti : empêcher l'augmentation de la taxe sur la consommation, une sortie d'ici 10 ans du nucléaire et donner plus de pouvoirs et de moyens financiers aux autorités locales, ce qui est vu par les observateurs politiques comme une volonté de se confronter avec les grandes orientations prises par le PDJ prises sous Yoshihiko Noda et de se rapprocher des nombreux petits partis régionalistes qui acquièrent de plus en plus d'audience au sein de l'opinion publique, tout particulièrement l'Association pour la restauration du Japon du maire d'Osaka Tōru Hashimoto.

### Recherche d'une nouvelle coalition
Le PVP se rapproche d'autres dissidents du PDJ, dont surtout le Parti Kizuna (créé le 30 décembre 2011 par neuf députés opposés aux projets du gouvernement Noda de rejoindre les négociations du Trans-Pacific Strategic Economic Partnership, TPP, et d'augmenter la taxe sur la consommation) d'Akira Uchiyama avec qui il forme un groupe parlementaire commun à la Chambre des représentants, mais aussi le Vrai parti démocrate - Daichi (VPD) de Muneo Suzuki (dont 3 des 5 parlementaires sont d'anciens démocrates) ou encore Genzei Nippon du maire de Nagoya Takashi Kawamura. La plupart sont membres du Shinseiken que Ichirō Ozawa a fondé en décembre 2011 pour réunir l'ensemble des parlementaires politiquement proches de lui, quelle que soit leur étiquette politique, et qui reste ainsi d'actualité. Il entend également vouloir coopérer avec l'Association pour la restauration du Japon (ARJ), nouveau mouvement fédéraliste, libre-échangiste, anti-nucléaire et populiste créé pour relayer sur la scène nationale les idées politiques du populaire maire d'Osaka Tōru Hashimoto. 
Il veut ainsi créer une « troisième force » entre la majorité démocrate-NPP pro-Noda et l'opposition de centre-droit PLD-Kōmeitō, une coalition sur le modèle de L'Olivier italien des années 1990 et 2000 qui comprendrait le PVP, le Parti Kizuna, le VPD, Genzei Nippon, le Nouveau parti Nippon (NPN), le Nouveau parti de la réforme (NPR), les anti-Noda restés au PDJ mais aussi l'ARJ qui montre néanmoins quelques réticences à s'allier avec le PVP en raison de la position hostile d'une grande partie de ses membres envers le TPP alors que Tōru Hashimoto soutient ce dernier.
Le 15 novembre 2012, le Parti Kizuna se dissout dans le PVP : seul son président, Akira Uchiyama, reste dans un premier temps sans étiquette, avant de rejoindre à son tour le parti d'Ichirō Ozawa quatre jours plus tard. Après la dissolution, le 20 novembre 2012, l'ancien président du « groupe parlementaire des indépendants pour la réforme » et dissident du PDJ depuis avril 2012, Takatane Kiuchi, député du 9e district de Tōkyō, annonce rejoindre le PVP. Puis, le lendemain, Osamu Nakagawa, tout récent nouveau dissident du PDJ, déclare son ralliement au parti d'Ichirō Ozawa.

### Une dissolution momentanée
Le 27 novembre 2012, le parti décide de se dissoudre pour rejoindre le Parti du futur du Japon du gouverneur de la préfecture de Shiga, Yukiko Kada, cela afin de devenir une vraie « troisième force » centrée sur le rejet de l'énergie nucléaire et qui regrouperait aussi le Genzei Nippon - Parti anti-TPP, anti-nucléaire de Masahiko Yamada (autre ancien député et ancien ministre du PDJ), Takashi Kawamura (ancien député démocrate, maire de Nagoya et fondateur du Genzei Nippon) et Shizuka Kamei (ancien ministre et ancien président du NPP), mais aussi les 3 députés du Vent vert (tous d'ancien démocrates) et l'ancienne sociale-démocrate Tomoko Abe.

## Renaissance
Le 27 décembre 2012, la conseillère Yūko Mori annonce la création du Parti de la vie, regroupant les anciens du PVP. Le lendemain, lors d'une conférence de presse conjointe, Yūko Mori, Ichirō Mori et Yukiko Kada annoncent officiellement leur séparation. Yukiko Kada estime alors que : « Nos façons de faire les choises, et nos cultures familiales, étaient différentes. Au quotidien, nous avons réalisé que nous ne pouvions avoir une vie heureuse ». Yūko Mori, pour sa part, plus que des différences de « cultures familiales », note surtout comme raison de ce divorce la différence entre le rôle politique de Yukiko Kada, implantée localement en tant que gouverneur, et la gestion d'un parti national : « Ce que j'avais compris, c'était que Kada gèrerait le gouvernement préfectoral et exercerait son autorité à ce niveau, et servirait le parti avec une perspective locale. La Diète est un système différent ». Pour sa part, les trois dirigeants disent vouloir continuer à coopérer pour atteindre leurs « buts communs », à savoir « développer une société qui s'affranchisse du nucléaire, gèle la hausse de la taxe sur la consommation et intègre les enfants, les femmes et les jeunes ». 
Le 25 janvier 2013, lors de sa première convention, le parti porte à sa présidence Ichirō Ozawa, tandis que Yūko Mori prend la présidence déléguée. Il présente également ses principaux objectifs : une sortie totale du nucléaire civil d'ici à 2022, empêcher la hausse de la taxe sur la consommation et faire en sorte que les collectivités locales puissent dépenser les subventions et transferts financiers de l'État à leur propre discrétion. 